# Programme national de réinsertion et de réhabilitation communautaire
Le Programme national de réinsertion et de réhabilitation communautaire (PNRRC) de Côte d'Ivoire est né le 18 juin 2007 de la dissolution du Programme national de désarmement, démobilisation, de réinsertion et de réhabilitation communautaire (Pnddr/rc) mis en œuvre dans le cadre des différents accords de paix en Côte d'Ivoire. Fondé sur l'accord politique de Ouagadougou, le Programme national de réinsertion et de réhabilitation communautaire est chargé la réinsertion des ex-combattants, identifiés dans le cadre de la crise ivoirienne.

## Présentation
Le PNRRC a pour objectifs d'œuvrer à promouvoir la restauration d’un climat de sécurité et de paix par le renforcement des capacités des ex-combattants, des jeunes à risque et d'une manière générale des populations rendues vulnérables par la crise politico-militaire en Côte d'Ivoire afin de permettre à tous ces acteurs de se prendre en charge en participant au développement collectif. Il s'agit spécifiquement de réinsérer socialement et de réintégrer économiquement les ex-combattants démobilisés, les individus associés d'une manière ou d'une autre au conflit et plus généralement d'apporter un appui aux populations rendues vulnérables par les effets multiformes de la crise ivoirienne. Il s'agit également d'effectuer des réhabilitations d'infrastructures communautaires endommagées dans les zones affectées par le conflit, de restaurer et de renforcer les capacités organisationnelles des communautés concernées en restaurant les capacités de production des populations.
Le programme vise à faciliter l’accès des groupes vulnérables aux services économiques et sociaux de base, réintégrer les enfants associés aux conflits dans la cellule familiale en leur assurant un accès à l’éducation de base. D'une manière générale le PNRRC œuvre à la construction et à la consolidation de la cohésion sociale en Côte d'Ivoire.
Le PNRRC a pour missions de contribuer à la restauration et à la consolidation de la paix, de favoriser la réconciliation nationale et la cohésion sociale, de contribuer à la réduction des risques de reprise des hostilités entre les ex-belligérants, de promouvoir les activités de réinsertion et de réhabilitation communautaire.

## Organisation et fonctionnement
Le Programme national de réinsertion et de réhabilitation communautaire est dirigé par un Coordonnateur national qui en est l’organe exécutif. Il assure la gestion administrative, financière et technique du programme, sa planification, sa coordination ainsi que l’exécution et le suivi des points des accords politiques relatifs au PNRRC.
Les activités du Programme se mettent en œuvre sur le terrain notamment à travers des structures opérationnelles : Unité de l’information et de la communication, Unité d’orientation et de formation adaptée à la réinsertion mais également les cellules (Cellule d’appui, cellule réinsertion, cellule réhabilitation communautaire) et les dix-neuf (19) bureaux régionaux.